# Sándor svéd királyi herceg
Sándor (Danderyd, 2016. április 19. –) svéd királyi herceg, Södermanland hercege, XVI. Károly Gusztáv svéd király unokája.

## Élete
2016. április 19-én született, Danderyd községben. Születésekor 21 fegyveres tisztelgett neki április 20-án. Április 21-én kapta meg a Södermanland hercege címet. Apja Károly Fülöp herceg, XVI. Károly Gusztáv svéd király egyetlen fia, akinek kellene örökölnie a svéd trónt, de az 1982-es törvény elfogadása amelyben az szerepelt, hogy mindig az első szülött gyermeknek kell örökölnie a trónt és apjának van egy nővére, Viktória, aki így a trónörökös. Anyja Zsófia Hellqvist. Szeptember 9-én keresztelték meg a Drottningholmi palotában. Sándornak még egy öccse, Gábor herceg és egy húga van, Inez, Västerbotten hercegnője.

## Megnevezései és kitüntetései

### Megnevezései
2016-napjainkig: királyi hatalmassága Svéd Sándor herceg, Södermanland hercege

### Kitüntetései
Svédország: A királyfiai királyi rend lovagja
Svédország: XIII. Károly rendjének lovagja 